# Henri Braquenié
Henri Braquenié (* 1896; † 1975) war ein französischer Geheimdienstmitarbeiter und Kryptoanalytiker, der in Zusammenarbeit mit dem polnischen Biuro Szyfrów (BS) (deutsch: „Chiffrenbüro“) und der britischen Government Code and Cypher School (G.C. & C.S.) (deutsch etwa: „Staatliche Code- und Chiffrenschule“) im englischen Bletchley Park (B.P.) vor und während des Zweiten Weltkriegs wesentlich zum frühen Bruch der deutschen Rotor-Schlüsselmaschine Enigma beigetragen hat.

## Leben
Braquenié arbeitete im Rang eines Capitaine (deutsch: „Hauptmann“) in den 1930er-Jahren im Deuxième Bureau des französischen Geheimdienstes. Sein Chef und Leiter der Sektion D Décryptement et Interceptions war Commandant (deutsch: „Major“) Gustave Bertrand. Aufgabe war die Kryptanalyse deutscher Verschlüsselungsverfahren sowie das Abfangen von Material, notfalls auch mithilfe von Diebstahl, Einbruch oder Verrat.
Im Juli 1939, also kurz vor dem deutschen Überfall auf Polen, war Braquenié einer der beiden französischen Teilnehmer beim legendären Geheimtreffen mit britischen und polnischen Codeknackern im Wald von Pyry, etwa 20 km südlich von Warschau, bei dem die Polen ihren verblüfften Alliierten ihre erfolgreichen Methodiken offenbarten, mit denen ihnen die Entzifferung der von der deutschen Wehrmacht benutzten Rotor-Schlüsselmaschine Enigma gelungen war. Zu Beginn des Krieges arbeitete Braquenié dann zusammen mit den aus Polen geflüchteten Kryptoanalytikern des BS im PC Bruno, einer neugeschaffenen geheimen nachrichtendienstlichen Einrichtung der Alliierten in der Nähe von Paris, die sich weiter mit dem Bruch des mit der Enigma verschlüsselten Nachrichtenverkehrs befasste.
Mit der erfolgreichen Offensive der Wehrmacht im Juni 1940 („Fall Rot“) geriet auch die französische Hauptstadt und damit auch der nur wenige Kilometer davon entfernte Stützpunkt PC Bruno in akute Gefahr. Kurz nach Mitternacht am 10. Juni, entschloss sich daher Braqueniés Chef Bertrand zur Evakuierung und flog mit ihm und den anderen Mitarbeitern nach Oran in Algerien. Frankreich kapitulierte kurz darauf und wurde geteilt. Während der nördliche und westliche Teil unter deutsche Besatzung kam, blieb der südliche unbesetzt und wurde zur Zone libre (deutsch: „Freie Zone“) erklärt. Im September kam Braquenié heimlich nach Frankreich zurück. Die gemeinsame Arbeit wurde an neuem Standort im Château de Fouzes (deutsch: Schloss Fouzes) nahe der südfranzösischen Gemeinde Uzès in der Zone libre wieder aufgenommen. Der neue Tarnname war „Cadix“.